# Kerbach
 Kerbach  es una comuna       y población de Francia, en la región de Lorena, departamento de Mosela, en el distrito de Forbach y cantón de Stiring-Wendel.
Su población en el censo de 1999 era de 977 habitantes. Forma parte de la aglomeración urbana de Forbach.
Está integrada en la  Communauté d'agglomération de Forbach-Porte de France .

## Demografía
| 506 | 557 | 597 | 842 | 911 | 977 |
| Para los censos de 1962 a 1999 la población legal corresponde a la población sin duplicidades (Fuente: INSEE [Consultar]) |     |     |     |     |     |